# Гросенкнетен
Гросенкнетен (њем. Großenkneten) општина је у њемачкој савезној држави Доња Саксонија. Једно је од 15 општинских средишта округа Олденбург. Према процјени из 2010. у општини је живјело 13.576 становника. Посједује регионалну шифру (AGS) 3458007.

## Географски и демографски подаци
Гросенкнетен се налази у савезној држави Доња Саксонија у округу Олденбург. Општина се налази на надморској висини од 37 метара. Површина општине износи 176,3 km². У самом мјесту је, према процјени из 2010. године, живјело 13.576 становника. Просјечна густина становништва износи 77 становника/km².

## Међународна сарадња
| Мјесто  | Држава  | Врста сарадње | Од    |
| ------- | ------- | ------------- | ----- |
| Евергем | Белгија | партнерство   | 1974. |
| Извор   |         |               |       |